# Yolande Beekman
Pour les articles homonymes, voir Beekman.
Yolande Beekman (née le 28 octobre 1911 à Paris -16e arrondissament- et morte le 13 septembre 1944 à Dachau) est pendant la Seconde Guerre mondiale, un agent secret franco-suisse du Special Operations Executive. Envoyée en France comme opérateur radio du réseau MUSICIAN de Gustave Biéler « Guy », elle est arrêtée par les Allemands, torturée, déportée puis exécutée à Dachau.

## Biographie

### Jeunesse
Yolanda Elsa Maria Unternährer naît le 28 octobre 1911 à Paris, dans une famille bourgeoise.
Enfant, elle va à Londres. Elle grandit dans la familiarité de trois langues : l'anglais, l'allemand et le français.

### Pendant la Seconde Guerre mondiale
En 1941, elle rejoint la Women's Auxiliary Air Force (WAAF), où elle suit l'entraînement d'opérateur radio.
Le 15 février 1943, en raison de ses talents linguistiques et de son expertise radio, elle est recrutée par le Special Operations Executive (SOE) pour être envoyée en France occupée.
En août 1943, elle épouse le Sergent Jaap Beekman de l’armée néerlandaise.
En septembre 1943, elle dit au revoir à son mari, car elle est envoyée en France derrière les lignes ennemies en tant qu'opérateur radio du Canadien « Guy » Biéler, le chef du réseau MUSICIAN à Saint-Quentin, Aisne.
Dans la nuit du 17 au 18 septembre 1943, un Lysander la dépose près d'Angers
Elle devient un agent efficace et estimé qui, en plus des messages radio d'une très haute importance qu'elle transmet à Londres, prend en charge la distribution des matériels parachutés par les avions alliés.
1944
- Janvier. Le 13, elle est arrêtée, ainsi que Gustave Biéler « Guy », au Café Moulin Brûlé. Au quartier général de la Gestapo de Saint-Quentin, ils sont torturés de manière répétée, mais ne cèdent pas. Séparée de Biéler, qui sera exécuté plus tard, Yolande est transférée à la prison de Fresnes au sud de Paris, où elle continue à être interrogée et torturée régulièrement.
- Mai. Le matin du 12, Yolande Beekman, en même temps que sept autres agents féminins du SOE, Andrée Borrel, Diana Rowden, Vera Leigh, Éliane Plewman, Odette Sansom, Madeleine Damerment et Sonia Olschanezky[4], est extraite de la prison de Fresnes. Elles ne se connaissent pas les unes les autres, n'ayant jamais eu à se côtoyer, ni à l'entraînement, ni sur le terrain, ni en prison. Elles sont envoyées au quartier général du SD, avenue Foch, où elles sont enfermées quelques heures, puis emmenées en camion, attachées deux par deux, à la gare de l'Est, mises dans le train et déportées en Allemagne. Le 13, le trajet s'arrête à Karlsruhe. Des huit femmes, seule Odette Sansom reviendra et pourra faire le récit de ce voyage. Pour lire ce récit, se reporter à l'article Odette Sansom, boîte déroulante intitulée Transfert en Allemagne de sept prisonnières de la section F.
- Septembre. Le 12, elle est transférée au camp de concentration de Dachau avec Madeleine Damerment, Noor Inayat Khan et Éliane Plewman. Le 13, les quatre femmes sont exécutées à l'aube.

## Reconnaissance

### Distinctions
- France : Chevalier de la Légion d'honneur[réf. nécessaire]
- France : Croix de guerre 1939-1945 à titre posthume, décernée à la fin de la guerre,
- Royaume-Uni : Mention in Despatches

### Monuments
- Elle est enregistrée au Mémorial de Runnymede, Surrey, Angleterre, panel 243
- Elle est honorée au Mémorial de Valençay, Indre, France, comme étant l’un des 104 agents de la Section F du SOE morts pour la France.

## Parcours militaire
1. WAAF ; 2004266 ACW[5]
2. Unité : SOE section F ; grade : section officer ; matricule 9902.

### Famille
- Son père : Jakob Unternährer, Suisse
- Sa mère : Berthe Lydie Unternährer, de nationalité britannique, Mill Hill, Middlesex.
- Son mari : Jaap Beekman, sergent dans l'armée néerlandaise. (Fiançailles en juillet 1942 ?), mariage en août 1943.
- Deux sœurs.

## Identités
- État civil : Yolanda Elsa Maria Unternährer, épouse Beekman
- Comme agent du SOE :
  - Nom de guerre (field name) : « Mariette »[6]
  - Nom de code opérationnel : PALMIST (en français CHIROMANCIEN(NE))
  - Nom de code du Plan, pour la centrale radio : KILT
  - identité de couverture : Yvonne Marie Yolande Chauvigny